# كارلوس بيي
كارلوس بيي هو محامي وسياسي أمريكي، ولد في 8 يوليو 1867 في سالتيو في المكسيك، وتوفي في 20 أبريل 1932 في سان أنطونيو في الولايات المتحدة. نشط حزبياً في الحزب الديمقراطي. وقد انتخب عضو مجلس ولاية تكساس ‏ وانتخب عضو مجلس النواب الأمريكي ‏.